# Ivybridge
Ivybridge es un pequeño pueblo y parroquia civil en el distrito de South Hams, Devon, Inglaterra, a 14 km al este de Plymouth. Se encuentra en el extremo sur de Dartmoor, un parque nacional de Inglaterra. Es una ciudad dormitorio de la cercana Plymouth y posee una población de más de 12,000 habitantes.